# La bilancia
La bilancia (Balanta) è un film del 1992 diretto da Lucian Pintilie.
Fu presentato fuori concorso al 45º Festival di Cannes.

## Riconoscimenti
- European Film Awards 1993: miglior attrice (Maia Morgenstern)